# Łazurnaja
Łazurnaja (biał. Лазурная; ros. Лазурная) – stacja kolejowa w miejscowości Balszawik, w rejonie homelskim, w obwodzie homelskim, na Białorusi. Leży na linii Homel - Żłobin - Mińsk.